# Харитон Афродисийский
Харито́н Афродиси́йский — древнеримский грекоязычный писатель, живший предположительно в I, II или III веке н. э. Возможно, был родом из карийского города Афродисиада (англ. Aphrodisias).
О его жизни неизвестно ничего, за исключением изложенного им в предисловии к его роману под названием «Повесть о любви Херея и Каллирои» (τὰ περὶ Χαιρέαν καὶ Καλλιρρόην). Этот любовный роман, разделённый самим автором на 8 книг, считается — наряду с «Сатириконом» Петрония — одним из наиболее ранних западноевропейских романов. Согласно ЭСБЕ, в стиле Харитона заметно подражание Фукидиду.
Про самого Харитона известно лишь то, что он, возможно, был родом из города Афродисиады (Кария, Малая Азия; в предполагаемый период его жизни входила в состав римской провинции Азия), где якобы служил писцом у адвоката. Эти сведения взяты из предисловия к его роману, где автор представляется как «Харитон, секретарь (reettori) адвоката Афинагора, родом из Афродисиады». Имя «Харитон» может быть переведено как «грациозный человек». Высказывалось предположение, что это имя на самом деле может оказаться псевдонимом, подходящим для именования автора любовного романа; в этом случае «Афродисийский» может быть связано с богиней красоты и любви Афродитой, а не с городом. Афинагор, о котором пишет Харитон, может быть тождественен упоминаемому Фукидидом Афинагору Сиракузскому, бывшему политическим противником Гермократа; дочь Гермократа является героиней романа Харитона. Вместе с тем имена «Харитон» и «Афинагор» упоминаются в афродисийских надписях.
Некоторые из особенностей романа Харитона, по мнению исследователей, подтверждают приводимую им информацию о своих профессии и местожительстве. Как секретарь адвоката он демонстрирует некоторые знания в области права, в первую очередь применительно к риторическим выступлениям; на высокую вероятность его проживания в Афродисиаде или окрестностях указывает тот факт, что описание города Милета в романе является более подробным, нежели описание других мест; Милет находился всего примерно в 120 км от Афродисиады.
Возраст самых поздних папирусов, на которых были обнаружены фрагменты этого произведения, определяется как начало III века. В наше время в науке господствует точка зрения о написании романа приблизительно в середине I века. Предположения о приблизительном времени его жизни исследователи высказывали исключительно на основе лексических особенностей языка романа Харитона, причём мнения различных учёных по этому вопросу порой сильно отличались друг от друга. В XIX веке, до анализа этих папирусов, было распространено убеждение, что Харитон жил в VI веке н. э. А. Папаниколау в 1979 году на основе анализа употребляемых автором слов доказывал, что наиболее вероятным временем его жизни следует считать I век до н. э. Один из исследователей на основании упоминаемых Харитоном в романе терминов настаивал на датировке его жизни рубежом I и II веков новой эры.
По мнению исследователя Эдмунда Куэвы, при написании своего романа Харитон пользовался трудами Плутарха — в частности, его жизнеописанием Тесея — или, возможно, непосредственно работой мифографа Пеона из Амафунта, одного из тех, на кого ссылался Плутарх. Если признать это предположение верным, то период жизни Харитона может быть определён как первая четверть 100-х годов. С другой стороны, существует упоминание о произведении «Каллироя» в «Сатирах» Персия, скончавшегося 62 году н. э.; если отождествлять эту работу с романом Харитона, то период его жизни следует определять как более ранний.
В целом большинство современных исследователей сходится на том, что Харитон жил и написал свой роман в период между 50 и 150 годами.

## Источник
- Малеин А. И. Харитон, древнегреческий романист // Энциклопедический словарь Брокгауза и Ефрона : в 86 т. (82 т. и 4 доп.). — СПб., 1890—1907.